# Ursina Lardi
Ursina Lardi, née le 19 décembre 1970 à Samedan, dans le canton des Grisons, est une actrice suisse.

## Biographie
Ursina Lardi est née en 1970 à Samedan d’une mère musicienne et d’un père avocat et ancien membre du gouvernement du canton des Grisons.
Ursina Lardi a débuté au théâtre en Allemagne. Elle a joué dans un certain nombre de productions cinématographiques et télévisuelles.

## Filmographie

### Cinéma
- 2001 : Mein langsames Leben : Valerie
- 2003 : Die Ritterinnen : Gaya
- 2005 : Der grosse Schlaf : Marie-Lène
- 2005 : KussKuss - Dein Glück gehört mir : Tinka
- 2007 : Marmorera : Dr. Alexandra Kovach
- 2008 : Das Fest : Mutter
- 2009 : Le Ruban blanc (Das weiße Band - Eine deutsche Kindergeschichte) de Michael Haneke : la baronne
- 2010 : Der Kameramörder : Eva
- 2010 : Songs of Love and Hate : Anna
- 2011 : Der Brand : Anne Nester
- 2011 : Festung : Erika
- 2011 : Einer wie Bruno : Hanna Schmidtbauer
- 2011 : Der Verdingbub : Mutter Dürrer
- 2012 : Stampede
- 2012 : Lore de Cate Shortland : Mutti
- 2013 : Einfach die Wahrheit : Brigitte Giesecke
- 2013 : Traumland : Lena
- 2014 : Un homme très recherché (A Most Wanted Man) d'Anton Corbijn : Mitzi Brue
- 2014 :  Les Amitiés invisibles (Die Lügen der Sieger) : Corinna von May
- 2015 : Unter der Haut : Alice
- 2015 : Child 44 : Zina Gubinova
- 2022 : La Dérive des continents (au sud) de Lionel Baier : Ute Lerner
- 2022 : Orphea in Love de Axel Ranisch: Adina Nicoletta
- 2023 : Die Nachbarn von oben de Sabine Boss : Anna
- 2024 : Veni Vidi Vici de Daniel Hoesl et Julia Niemann :

### Télévision
- 2008 : Guter Junge (téléfilm)
- 2008 : Hurenkinder (téléfilm)
- 2008 : Canzun Alpina - Stimmen des Herzens (téléfilm)
- 2009 : Berlin Brigade Criminelle (téléfilm)
- 2011 : Tatort – Der schöne Schein
- 2011 : Tatort – Edel sei der Mensch und gesund
- 2011 : Polizeiruf 110 – … und raus bist du!
- 2011 : Tatort – Wunschdenken
- 2013 : Der Staatsanwalt (de) - Kalter Tod
- 2013 : Die Frau von früher (de) (téléfilm)
- 2016 : Un Cœur sous la neige
- 2018 : Ondes de choc (épisode Prénom : Mathieu)
- 2019 : Helvetica (série télévisée)

## Distinctions
- 2014 : Prix du cinéma suisse de la meilleure actrice pour Traumland